# Oryzomys nelsoni
Oryzomys nelsoni és una espècie extinta de rosegador de la família dels cricètids. Era endèmic de l'illa María Madre, a l'estat mexicà de Nayarit. Possiblement s'alimentava de llavors, fruita, herbes i, de tant en tant, peixos petits i invertebrats La causa de la seva extinció podria haver estat la competència amb les rates negres.
L'espècie fou anomenada en honor del naturalista i etnòleg estatunidenc Edward William Nelson.